# Eugeniusz Żongołłowicz
Eugeniusz Żongołłowicz (ur. 21 sierpnia 1895 w Pskowie, zm. 18 stycznia 1963 w Long Marston, Wielka Brytania) – pułkownik piechoty Wojska Polskiego, działacz niepodległościowy, kawaler Orderu Virtuti Militari.

## Życiorys
Urodził się 21 sierpnia 1895 w Pskowie, ówczesnej stolicy guberni pskowskiej, w rodzinie Tadeusza i Julii z domu Del Campo-Seypio. Powołany do Armii Imperium Rosyjskiego w 1914 ukończył Oficerska Szkołę Piechoty i walczył na frontach I wojny światowej jako dowódca kompanii w stopniu kapitana.
Od listopada 1918 w Wojsku Polskim. W okresie od listopada 1918 do 1920 dowódca I Ochotniczego Warszawskiego Baonu Odsieczy Lwowa (później). W wojnie polsko-bolszewickiej dowodził 19 pułkiem piechoty. W okresie od 1920 kolejno: dowódca batalionu, w 1921 dowódca Grupy Wawelberga w III powstaniu śląskim.
3 maja 1922 roku został zweryfikowany w stopniu majora ze starszeństwem z dniem 1 czerwca 1919 roku i 379. lokatą w korpusie oficerów piechoty, a jego oddziałem macierzystym był nadal 19 pp. 10 lipca 1922 roku został zatwierdzony na stanowisku dowódcy batalionu w 19 pp. W latach 1923–1925 był dowódcą I batalionu 19 pp. 1 grudnia 1924 roku został mianowany podpułkownikiem ze starszeństwem z dniem 15 sierpnia 1924 roku i 101. lokatą w korpusie oficerów piechoty. 11 marca 1926 roku został zatwierdzony na stanowisku oficera sztabowego przysposobienia wojskowego w dowództwie 5 Dywizji Piechoty we Lwowie. 5 maja 1927 roku został przeniesiony do 19 pp na stanowisko zastępcy dowódcy pułku. 23 sierpnia 1929 roku został zwolniony z zajmowanego stanowiska i skierowany na trzymiesięczny staż w innych rodzajach broni, a następnie na dwumiesięczny Kurs Próbny przy Wyższej Szkole Wojennej w Warszawie, po czym powołany został na dwuletni Kurs 1929–1931 Wyższej Szkoły Wojennej. Kursu nie ukończył, ponieważ już w styczniu 1930 wyznaczony został na stanowisko dowódcy 57 pułku piechoty w Poznaniu. 10 grudnia 1931 roku został awansowany na pułkownika ze starszeństwem z dniem 1 stycznia 1932 roku i 10. lokatą w korpusie oficerów piechoty. Od 9 listopada 1934 do 15 listopada 1938 był komendantem Szkoły Podchorążych Piechoty w Ostrowi Mazowieckiej–Komorowie. W listopadzie 1938 mianowany został dowódcą piechoty dywizyjnej 5 Dywizji Piechoty we Lwowie.
Pod koniec sierpnia 1939, zgodnie z przydziałem mobilizacyjnym, przybył do Łowicza, gdzie objął dowództwo formującej się rezerwowej 44 Dywizji Piechoty. W kampanii wrześniowej był dowódcą odcinka „Saska Kępa-Grochów” w obronie Warszawy. Po kapitulacji załogi stolicy do 1945 przebywał w niewoli niemieckiej.
Po uwolnieniu z niewoli został III zastępcą dowódcy 3 Dywizji Strzelców Karpackich we Włoszech i Wielkiej Brytanii. Po demobilizacji osiadł w Anglii. Zmarł 18 stycznia 1963 roku w Long Marston. Został pochowany na cmentarzu w Blockley. Generał broni Władysław Anders mianował go pośmiertnie generałem brygady ze starszeństwem z dniem 1 stycznia 1964 roku w korpusie generałów.
2 lipca 1922 ożenił się z Kazimierą ze Schneiderów, z którą miał córkę Irenę (ur. 1923).

## Ordery i odznaczenia
- Krzyż Złoty Orderu Wojennego Virtuti Militari nr 142
- Krzyż Srebrny Orderu Wojskowego Virtuti Militari nr 1980 (19 lutego 1922)[18]
- Krzyż Niepodległości (4 listopada 1933)[19][20]
- Krzyż Oficerski Orderu Odrodzenia Polski (11 listopada 1936)[21][22]
- Krzyż Walecznych (czterokrotnie)
- Złoty Krzyż Zasługi (10 listopada 1928)[23]
- Medal Pamiątkowy za Wojnę 1918–1921[24]
- Medal Dziesięciolecia Odzyskanej Niepodległości[24]
- Odznaka za Rany i Kontuzje[25]
- Państwowa Odznaka Sportowa[25]
- Odznaka Strzelecka[25]
- Odznaka 19 Pułku Piechoty Odsieczy Lwowa[25]
- Medal Zwycięstwa[24]